# Herb gminy Grybów

Herb gminy od 1998 do 2020

Herb gminy Grybów – symbol gminy Grybów, ustanowiony 18 czerwca 1998, ze zmianą 29 października 2020.

## Wygląd i symbolika
Herb przedstawia na tarczy w polu błękitnym św. Katarzynę Aleksandryjską. Święta przedstawiona jest w koronie i ze złotym nimbem, w powłóczystej złotej szacie. W prawej dłoni dzierży miecz oraz gałąź palmową. Jest to XIX-wieczny herb miasta Grybowa, przyjęty obecnie za herb gminy wiejskiej Grybów.